# 美凤蝶
美鳳蝶（學名：Papilio memnon，別名：甌蝶、甄蝶、長崎鳳蝶、白衽黑鳳蝶、多型大鳳蝶、柚鳳蝶）在台灣又名大鳳蝶，是屬於鳳蝶科的一種蝴蝶，是鳳蝶屬的一種。廣泛分佈於東洋界之低至中海拔地區，包括喜馬拉雅至中南半島、東南亞、日本、華西、華南、華東一帶。模式產地為印尼爪哇。
成蟲大致全年可見，飛行緩慢，愛訪花。兩性異形，雄蝶翅面底色黑褐色，後翅有淺藍色條紋；雌蝶翅面底色較淺後翅有白斑，後翅或有尾突。幼蟲的寄主為多種芸香科植物，因此偶爾被視為柑橘類作物的害蟲，但為害並不嚴重。

## 語源
美鳳蝶的種小名「memnon」源自古希臘語「Μέμνων」，即門農，是希臘神話中埃塞俄比亞國王提托諾斯（Tithonos）和黎明女神厄俄斯（Eos）的兒子。

## 分佈
中國（海南、廣東、福建、浙江、江西、湖北、湖南、廣西、四川、香港）、台灣、日本、錫金、印度、斯里蘭卡、緬甸、泰國。

## 形態

### 幼期
小幼蟲原足灰白色，體色黃綠或綠褐色。終齡幼蟲腹側有1條斜白斑，不在背部相連，另外4、6節有斜白斑。臭角橘色。蛹頭前突起長，末端圓弧，體型大而寬。
| - 卵及小幼蟲 - 小幼蟲 - 終齡幼蟲(側) - 終齡幼蟲(正) - 前蛹 - 蛹 - 即將羽化 |

### 成蟲
成蟲驅體黑褐色。翅膀具明顯的雌雄二型性及雌蝶多型性。雄蝶前翅外緣略為凹入；後翅外緣波狀。雄蝶翅背面底色黑褐色，泛有暗藍色金屬光澤，基半部色深；翅面上有稀疏淺藍色鱗片組成的條紋，尤以後翅為著。翅腹面於前翅中室及沿翅脈有淺色條紋，前、後翅翅基有鮮明的紅紋；後翅臀區亦有紅紋。雌蝶基本上分為「無尾型」及「有尾型」兩型：①「無尾型」（form agenor）體呈黑褐色，「有尾型」體上則有明顯的橙黃色部分。兩型的翅背面前翅中室基部及翅腹面前，後翅基部均有明顯的紅斑「無尾型」後翅無尾突。前翅有灰白色條紋，後翅各翅室大部分呈白色，在翅室末端各有一黑斑。②「有尾型」（form achates）M3脈末端有一明顯的葉狀尾突。後翅白斑面積一般較「無尾型」小，但中室端也常有白斑，白斑外側的黑斑較「無尾型」明顯常連成一片。
大陸亞種雄性翅正面的灰藍色條紋寬；雌性有尾型後翅正面中室的白斑大。台灣亞種雄性翅正面的灰藍色條紋較大陸亞種窄；雌性有尾型後翅正面中室的白斑較大陸亞種小。

### 多型性
「無尾型」及「有尾型」特徵可遺傳給雌性的子代，較常見的有尾型相對於無尾型為顯性，符合孟德爾遺傳定律，比例為3：1。偶爾也有其他色型出現，但出現頻率低。本種尚有「雄型雌蝶」，俗稱的陰陽蝶，即身體爲雌蝶但翅膀花紋卻像雄蝶，臺北市成功高中蝴蝶館裡就展示一隻左側翅膀爲雌蝶，右側爲雄蝶的標本。南投埔里的木生昆蟲館裡收藏更特別的嵌合體標本，一邊翅膀爲雌蝶有尾型，另一邊爲無尾型，身體的生殖構造卻是雄蝶。
| - 雄蝶翅面 - 雄蝶翅底 - 雌蝶翅面(有尾型) - 雌蝶翅底(有尾型) - 雌蝶翅底(無尾型) |

## 習性

### 幼期
幼蟲體型碩大，而柚子葉片是柑橘屬果樹中最大，最長，因此幼蟲可完全停棲在葉上表。小幼蟲喜好攝食嫩葉，大幼蟲以淺綠色尚未革質的葉片爲食，較少攝食深綠色的老葉。如果果發現樹梢有空枝條且葉片的食痕還很新，通常能在枝條下側找到隱藏在枝葉間的終齡幼蟲或蛹。幼蟲的寄主主要為芸香科各屬植物，包括：
| 芸香科 Rutaceae           | 酒餅簕屬 Atalantia、柑橘屬 Citrus（臺灣香檬 C. × depressa、金柑 C. japonica、柚 C. maxima、橘 C. reticulata、枳 C. trifoliata等等）、單葉藤桔屬 Paramignya、烏柑屬 Severinia、飛龍掌血屬 Toddalia、花椒屬 Zanthoxylum（食茱萸 Z. ailanthoides、兩面針 Z. nitidum） |
| 馬兜鈴科 Aristolochiaceae | 馬兜鈴屬 Aristolochia |
| 木蘭科 Magnoliaceae       | 木蘭屬 Magnolia、含笑屬 Michelia |

### 成蟲
一年多代。出沒於海拔0-1500米地區的常綠闊葉林、海岸林和都市林。成蝶訪花性明顯。雄蝶有濕地吸水習性。雌蝶也常選擇柚子樹產卵。冬季通常以蛹態越冬。
| - 停棲 - 訪花 - 吸水 - 交尾 |

## 亞種

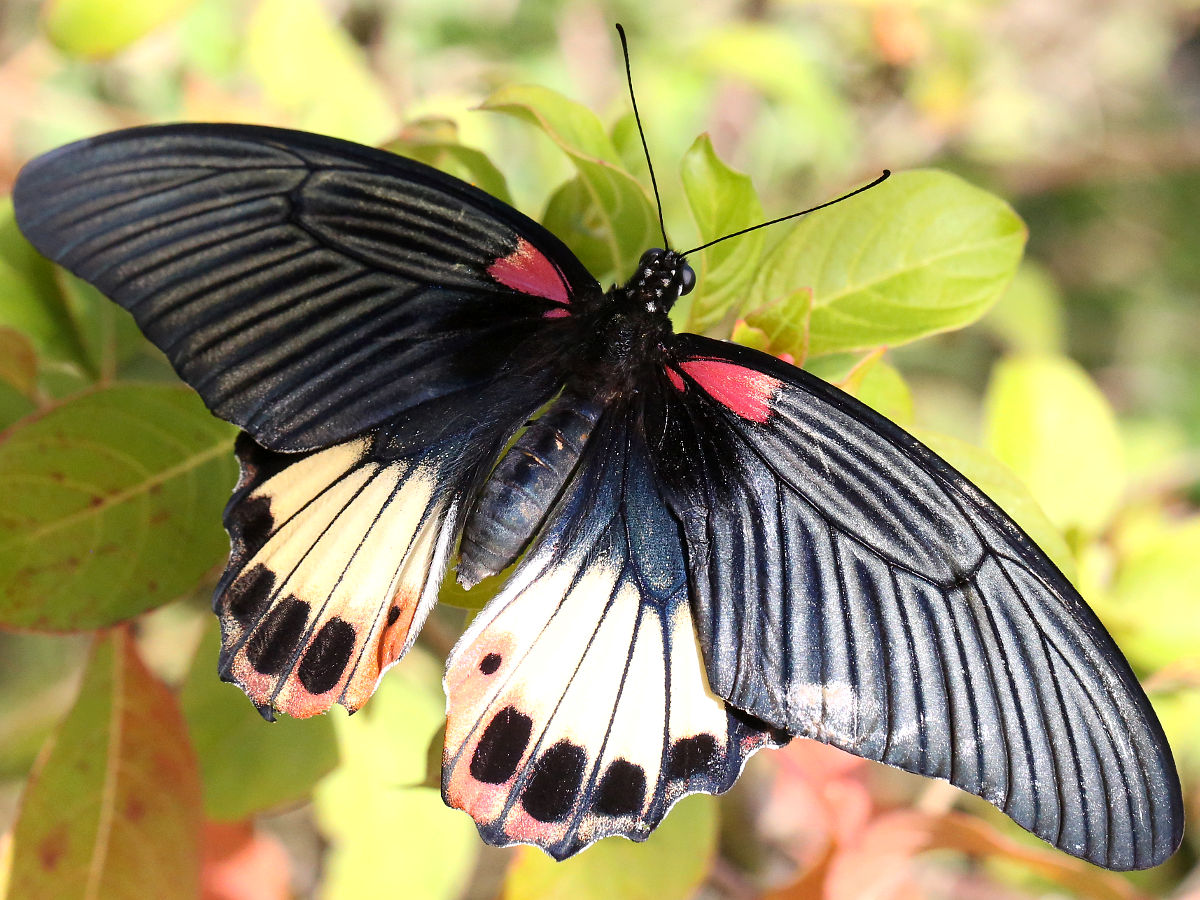
P. m. agenor 雌蝶

- P. m. memnon

- 指名亞種，分佈於印尼（爪哇、巴韋安島、納土納群島、邦加島、婆羅洲、峇里島及中南半島）、菲律賓（Mapun, Sanga-Sanga）
- P. m. agenor Linnaeus, 1768

- 大陸亞種，分佈於印尼（蘇門答臘至阿薩姆邦）至印尼峇里島、馬來半島、中國各地
- P. m. anceus Cramer, [1779]

- 分佈於印尼（蘇門答臘、尼亞斯島及巴都群島）
- P. m. thunbergi Siebold, 1824

- 分佈於日本
- P. m. lowii Druce, 1873

- 分佈於印尼婆羅洲北部、菲律賓（巴拉望島及Balabac）
- P. m. oceani Doherty, 1891

- 分佈於菲律賓（Enggano）
- P. m. merapu Doherty, 1891

- 分佈於印尼松巴島
- P. m. pryeri Rothschild, 1895

- 分佈於日本琉球群島
- P. m. clathratus Rothschild, 1896

- 分佈於印尼松巴哇島
- P. m. caeruleus van Eecke, 1914

- 分佈於印尼锡默卢岛
- P. m. heronus Fruhstorfer, 1902

- 台灣亞種，分佈於台灣
- P. m. perlucidus Fruhstorfer, 1903

- 分佈於印尼龍目島
- P. m. subclathratus Fruhstorfer, 1903

- 分佈於印尼弗洛勒斯島
- P. m. tanahsahi Eliot, 1982

- 分佈於馬來西亞
- P. m. kalaomemnon Hachitani, 1987

- 分佈於印尼塞拉亞群島（Kalao）

## 文獻
- Fruhstorfer, 1907; Eine neue Papilio-Rasse der Insel Banka Ent. Zs. 21 (33) : 204
- Fruhstorfer, 1916, Rhopaloceren aus Holländisch-Neu-Guinea Archiv Naturg. 81 A (11): 77
- Matsumura, 1929; New butterflies from Japan, Korea and Formosa Insecta Matsumurana 3 (2/3) : 87
- Umeno, 1937; Kyushu no Chôrui (Butterlfies of Kyushu) Bull. Umeno Ent. Lab. 4: 4
- Wynter-Blyth, 1957. Butterflies of the Indian Region (1982 Reprint), 384.
- Lewis, 1974. Butterflies of the World: pl. 134, f. 15
- Walthew, G., 1997. The status and flight periods of Hong Kong Butterflies. Porcupine! 16: 34-37.
- Bascombe, M. J., Johnston, G., Bascombe, F.S. 1999. The butterflies of Hong Kong. Academic Press.
- 周尧. . 中國: 河南科学技术出版社. 1999-10-01. ISBN 9787534923043 （中文（繁體））.
- Page & Treadaway, 2003, Papilionidae of the Philippine Islands Butterflies of the world, 17: 9
- Min-Rui Shi, Hong Yu & Jin Xu (2020) The complete mitochondrial genome of the Papilio memno (Lepidoptera:Papilionidae), Mitochondrial DNA Part B, 5:3, 2159-2160, DOI: 10.1080/23802359.2020.1768955 （英文）

## 外部連結
- 维基共享资源上的相關多媒體資源：美鳳蝶
- 維基物種上的相關：美鳳蝶
- 美鳳蝶 - 香港生物多樣性數據庫 - 漁農自然護理署 （繁體中文）
- Papilio memnon - Butterflies of India （英文）
- Papilio memnon （页面存档备份，存于） - BOLDSYSTEMS （英文）
- Papilio memnon - Catalogue of Life （英文）
- Papilio memnon （页面存档备份，存于） - funet.fi （英文）
- Papilio memnon （页面存档备份，存于） - Lepiforum （德文）